# Heike Meißner
Brigitte Heike Meißner, po mężu Morgenstern (ur. 29 stycznia 1970 w Dreźnie) – niemiecka lekkoatletka, płotkarka, również sprinterka i biegaczka średniodystansowa, medalistka halowych mistrzostw świata i mistrzostw Europy, trzykrotna olimpijka. Do czasu zjednoczenia Niemiec reprezentowała NRD.

## Kariera sportowa
Specjalizowała się w biegu na 400 metrów przez płotki, choć sukcesy odnosiła również w sztafecie 4 × 400 metrów i w biegu na 800 metrów. Na mistrzostwach Europy juniorów w 1989 w Varaždinie zdobyła złoty medal w sztafecie 4 × 400 metrów i brązowy medal w biegu na 400 metrów przez płotki.
Już jako reprezentantka zjednoczonych Niemiec zajęła 7. miejsce w biegu na 400 metrów przez płotki na mistrzostwach świata w 1991 w Tokio. Na igrzyskach olimpijskich w 1992 w Barcelonie zajęła 6. miejsce w sztafecie 4 × 400 metrów i odpadła w półfinale biegu na 400 metrów przez płotki, a na mistrzostwach świata w 1993 w Stuttgarcie zajęła 6. miejsce w sztafecie 4 × 400 metrów i odpadła w półfinale biegu na 400 metrów przez płotki. Zwyciężyła w biegu na 400 metrów przez płotki na uniwersjadzie w 1993 w Buffalo.
Zdobyła brązowy medal w sztafecie 4 × 400 metrów (która biegła w składzie: Karin Janke, Uta Rohländer, Meißner i Anja Rücker) oraz zajęła 4. miejsce w biegu na 400 metrów przez płotki na mistrzostwach Europy w 1994 w Helsinkach. Zajęła 2. miejsce w sztafecie 4 × 400 metrów w zawodach pucharu świata w 1994 w Londynie. Zajęła 4. miejsce w biegu na 400 metrów przez płotki na mistrzostwach świata w 1995 w Göteborgu. Ponownie zwyciężyła w tej konkurencji na uniwersjadzie w 1995 w Fukuoce.
Zajęła 5. miejsce w biegu na 400 metrów przez płotki na igrzyskach olimpijskich w 1996 w Atlancie. Zdobyła brązowy medal w sztafecie 4 × 400 metrów (w składzie: Rücker, Anke Feller, Meißner i Grit Breuer) na halowych mistrzostwach świata w 1997 w Paryżu.
W sezonach 1998 i 1999 startowała głównie w biegu na 800 metrów. Zajęła w nim 6. miejsce na mistrzostwach Europy w 1998 w Budapeszcie i 7. miejsce w zawodach pucharu świata w 1998 w Johannesburgu. Na światowych wojskowych igrzyskach sportowych w 1999 w Zagrzebiu zdobyła brązowy medal w tej konkurencji.
Odpadła w półfinale biegu na 400 metrów przez płotki na igrzyskach olimpijskich w 2000 w Sydney i w eliminacjach tej konkurencji na mistrzostwach świata w 2001 w Edmonton. Zdobyła srebrny medal na tym dystansie na mistrzostwach Europy w 2002 w Monachium, przegrywając jedynie z Ionelą Târleą z Rumunii, a wyprzedzając Annę Olichwierczuk z Polski. Zajęła 7. miejsca w tej konkurencji w pucharze świata w 2002 w Madrycie i na mistrzostwach świata w 2003 w Paryżu.
Odnosiła sukcesy w pucharze Europy. Zajęła 3. miejsca w biegu na 400 metrów przez płotki w 1991, 2001 i 2003.
Meißner była mistrzynią NRD w biegu na 400 metrów przez płotki w 1990, a po zjednoczeniu Niemiec mistrzynią tego kraju na tym dystansie w 1991, 1992, 1994 i 1995 oraz wicemistrzynią w 1993, 1998 i 2000. Była również wicemistrzynią Niemiec w biegu na 800 metrów w 1998 i brązową medalistką w 1999, a także mistrzynią w sztafecie 4 × 400 metrów w 1999 i 2000. W hali była mistrzynią Niemiec w biegu na 400 metrów w 1994 i w biegu na 800 metrów w 1995, 1997 i 1998.

## Rekordy życiowe
Rekordy życiowe Meißner:
- bieg na 400 metrów przez płotki – 54,03 (31 lipca 1996, Atlanta)
- bieg na 400 metrów – 52,66 (21 lipca 1996, Charlotte)
- bieg na 800 metrów – 1:59,50 (12 sierpnia 1998, Zurych)
- bieg na 400 metrów (hala) – 52,78 (31 stycznia 1996, Erfurt)
- bieg na 800 metrów (hala) – 1:59,74 (1 lutego 1998, Stuttgart)